# Proton VPN
Proton VPN è una rete privata virtuale (VPN), gestita dalla società svizzera Proton AG, l'azienda che sviluppa e supporta il servizio di posta elettronica crittografata Proton Mail e altri servizi basati sulla crittografia end-to-end: Proton Drive, Proton Calendar e Proton Pass. Secondo il sito web ufficiale di Proton VPN, Proton VPN e Proton Mail condividono lo stesso team di gestione, uffici e risorse tecniche.

## Azienda
Proton AG, precedentemente nota come Proton Technologies AG, la società che offre il servizio di posta elettronica Proton Mail, è supportato da Fondation Genevoise pour l'Innovation Technologique (FONGIT), una fondazione senza scopo di lucro finanziata dalla Commissione Federale Svizzera per la tecnologia e l'innovazione.

## Caratteristiche
A gennaio del 2020, Proton VPN ha annunciato di aver reso pubblico il codice sorgente delle sue applicazioni VPN, facendolo certificare da un ente terzo.